# Apion craccae
Apion craccae är en skalbaggsart som först beskrevs av Carl von Linné 1767.  Apion craccae ingår i släktet Apion, och familjen spetsvivlar. Arten är reproducerande i Sverige.